# Transgression
Transgression — шестой студийный альбом метал группы Fear Factory, выпущенный 22 августа 2005 года лейблом Calvin Records. В качестве гостей на пластинке присутствуют басист Faith No More Билл Гоулд и гитарист Lamb of God Марк Мортон, с которыми был записан трек "New Promise". Это последний альбом с барабанщиком Раймондом Эррерой и басистом/гитаристом Кристианом Вольберсом. Transgression — это первая запись Fear Factory, записанная без Риса Фалбера.

## Список композиций
| №   | Название                          | Длительность |
| --- | --------------------------------- | ------------ |
| 1.  | «540,000° Fahrenheit»             | 4:28         |
| 2.  | «Transgression»                   | 4:50         |
| 3.  | «Spinal Compression»              | 4:12         |
| 4.  | «Contagion»                       | 4:39         |
| 5.  | «Empty Vision»                    | 4:55         |
| 6.  | «Echo of My Scream»               | 6:58         |
| 7.  | «Supernova»                       | 4:32         |
| 8.  | «New Promise»                     | 5:13         |
| 9.  | «I Will Follow» (U2 cover))       | 3:42         |
| 10. | «Millennium» (Killing Joke cover) | 5:26         |
| 11. | «Moment of Impact»                | 4:03         |
| 12. | «Empire» (Best Buy)               | 3:47         |

| №   | Название   | Длительность |
| --- | ---------- | ------------ |
| 13. | «My Grave» | 5:36         |

| №   | Название             | Длительность |
| --- | -------------------- | ------------ |
| 14. | «Empire»             | 3:47         |
| 15. | «Slave Labor» (live) | 4:05         |
| 16. | «Cyberwaste» (live)  | 3:40         |
| 17. | «Drones» (live)      | 4:57         |

| №   | Название                           | Длительность |
| --- | ---------------------------------- | ------------ |
| 1.  | «540, 000° Fahrenheit»             |              |
| 2.  | «Transgression»                    |              |
| 3.  | «Spinal Compression»               |              |
| 4.  | «Contagion»                        |              |
| 5.  | «Empty Vision»                     |              |
| 6.  | «Echo of My Scream»                |              |
| 7.  | «Supernova»                        |              |
| 8.  | «New Promise»                      |              |
| 9.  | «I Will Follow» (U2 cover)         |              |
| 10. | «Millennium» (Killing Joke cover)  |              |
| 11. | «Moment of Impact»                 |              |
| 12. | «Transgression» (music video)      |              |
| 13. | «Spinal Compression» (music video) |              |
| 14. | «Moment Of Impact» (music video)   |              |
| 15. | «The Making Of Transgression»      |              |

## Участники записи
- Бертон Белл − вокал
- Кристиан Волберс − бас-гитара, гитара, микширование
- Раймонд Эррера − ударные
- Байрон Страуд — бас-гитара

## Чарты
| Год  | Чарт                   | Позиция |
| ---- | ---------------------- | ------- |
| 2005 | The Billboard 200      | 45      |
| 2005 | Top Independent Albums | 6       |